# Фульвія Плавціла
Публія Фульвія Плавціла (189—211) — дружина римського імператора Каракалли.

## Життєпис
Була донькою Гая Фульвія Плавціана, префекта преторія при імператорі Септимії Севері, та Гортнезії. У 202 році вийшла заміж за сина Севера — Каракаллу. Цьому сприяло те, що Плавціан і Север були земляками.
У 204 році народила доньку (ім'я невідоме). Втім у 205 році Гая Плавціана було звинувачено у зраді та вбито. Після цього Плавцілу разом із донькою й братом відправлено в заслання на Сицилію, а згодом переведено на один з Ліпарських островів. Утім відразу після того, як у 211 році Каракалла став імператором, він наказав вбити свою колишню дружину та її брата.